# Hormiphora luminosa
Hormiphora luminosa är en kammanetart som beskrevs av Dawydoff 1946. Hormiphora luminosa ingår i släktet Hormiphora och familjen Pleurobrachiidae. Inga underarter finns listade i Catalogue of Life.